# Gastrimargus nubilus
Gastrimargus nubilus is een rechtvleugelig insect uit de familie veldsprinkhanen (Acrididae). De wetenschappelijke naam van deze soort is voor het eerst geldig gepubliceerd in 1925 door Uvarov.